# Bonneville, Charente
Bonneville är en kommun i departementet Charente i regionen Nouvelle-Aquitaine i västra Frankrike. Kommunen ligger  i kantonen Rouillac som ligger i arrondissementet Cognac. År 2018 hade Bonneville 136 invånare.

## Befolkningsutveckling
Antalet invånare i kommunen Bonneville
Referens:INSEE